# NGC 4592
NGC 4592 (również PGC 42336 lub UGC 7819) – galaktyka spiralna (Sd), znajdująca się w gwiazdozbiorze Panny. Odkrył ją William Herschel 23 lutego 1784 roku.